# 405
405 (CDV) fue un año común comenzado en domingo del calendario juliano, en vigor en aquella fecha.
En el Imperio romano, el año fue nombrado como el del consulado de Estilicón y Antemio, o menos comúnmente, como el 1158 Ab urbe condita, adquiriendo su denominación como 405 a principios de la Edad Media, al establecerse el anno Domini.

## Acontecimientos
- Jerónimo de Estridón publica la Vulgata.
- Invención del alfabeto armenio.
- Burgundios, suevos, vándalos y alanos se preparan para invadir la Galia, guiados por Radagaiso (cruzan el Rin).
- De aproximadamente este año son los manuscritos iluminados de los textos de Virgilio de la Biblioteca Vaticana, que se cuentan entre los más hermosos códices conservados hasta nuestros días.[1]

## Nacimientos
- Ricimero, dueño de facto del Imperio romano de Occidente.

## Fallecimientos
- Teón de Alejandría, último director de la Biblioteca de Alejandría.